# 江原美優
江原 美優（えはら みゆ、1993年11月9日 - ）は、神奈川県出身の女優、ファッションモデル。インセント所属していた。

## 来歴
- 2004年、テレビドラマ『水曜プレミア 四分の一の絆』で俳優デビュー。
- 所属事務所の移籍（フォスター→インセント）と共に芸名を改名（一岐美憂→江原美優→井上美優）。

## 人物
- 特技は小学1年生から始めた空手（初段）。家族全員が経験者の空手一家でもある[1]。他に書道（有段者[2]）、サックス、ピアノなど。ミス日本コンテスト2019ファイナリスト[3]。

## 出演
※一岐美憂 名義

### 映画
- SHINOBI（2005年、松竹）※ - 卍谷の民（甲賀）役
- 那須少年記（2008年） - 山本美津子 役
- 少女戦士伝シオン（2010年、キッズ） - アイリス 役

### テレビドラマ
- 水曜プレミア 四分の一の絆（2004年5月19日、TBS）※ - 香織 役
- 新キッズ・ウォー（2005年、TBS）※ - 津田由里 役
- サムライ・ハイスクール 第1・2話（2009年、日本テレビ） - 林まどか 役
- 美咲ナンバーワン!!（2011年、日本テレビ） - 今宮美優 役

### Webドラマ
- 夏休みの恋人〜フィルムの中の彼女〜（2009年、アットムービー） - 楠瀬涼子 役

### CM
- カシオ エクスワード（2007年3月）
- KDDI EYE PROJECT（2007年3月）
- ABCマート「ブーツコレクション」（2010年9月）

### PV
- 加藤和樹 「Vampire」（2006年）
- ひいらぎ 「みず」（2009年）
- Empty Slow 「Just Before The World Ends」（2009年）
- Love 「Someday Again〜また会う日まで〜」

### 雑誌
- S Cawaii!
- ハナチュー

### コンテスト
- ミス日本コンテスト2019